# Reinhold Dahlmann
Reinhold Dahlmann (Tempelburg, Nyugat-pomerániai vajdaság, 1893. szeptember 20.—Kleinmachnow, Berlin szélén, Brandenburg tartomány, 1972. február 1.) német gyógypedagógus.

## Életpályája
Fiatalabb éveiben a siketnémák tanára. Később pszichológiai tanulmányokat folytatott, majd a doktori cím megszerzése után egyetemi előadásokat tartott a kisegítő iskolák pedagógiája, a fizikailag–pszichikailag sérültek pszichológiája és a hallás- és beszédsérültek pedagógiája témakörben.
Kutatási területe: a német kisegítő iskolák (Sonderschule) hálózatának újraalakítása a második világháború után. Kezdeményezője a kisegítő iskolai tanárok (Sonderschullehrer) egyetemi képzésének. E cél érdekében 1947-ben a Humboldt Egyetem pedagógiai fakultásán  pedagógiai tanszéket, majd 1951-ben a pedagógiai intézetet hozott lére. 1951-től német nyelvű kiadványsorozatot indított az eltérő pedagógia köréből. Nemzetközi együttműködéseket alakított ki több ország gyógypedagógusképző intézményével. Partnerei: Bárczi Gusztáv, A. I. Gyjacskov (Moszkva), Miloš Sovák (Prága). Tudományos társaságok tagja, a FICE elnökhelyettese.

## Fő műve
- Die Sonderschulen für Blinde, Taube und Körperbehinderte. Berlin-Leipzig, 1949.